# Oldsmobile Aurora
O  Aurora  é um sedan de porte grande da Oldsmobile.

## Galeria
- Primeira geração (1995-1999)
- Segunda geração (2001-2003)